# Ка деј Коломби (Павија)
Ка деј Коломби је насеље у Италији у округу Павија, региону Ломбардија.
Према процени из 2011. у насељу је живело 109 становника. Насеље се налази на надморској висини од 250 м.